# Zale grata
Zale grata är en fjärilsart som beskrevs av Paul Dognin 1912. Zale grata ingår i släktet Zale och familjen nattflyn. Inga underarter finns listade i Catalogue of Life.